# Ixlú

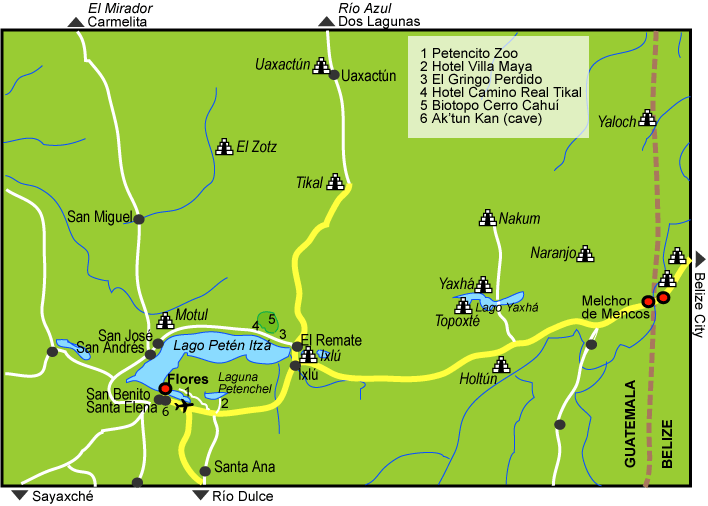
Mapa del lago Petén Itzá, mostrando la ubicación de Ixlú.

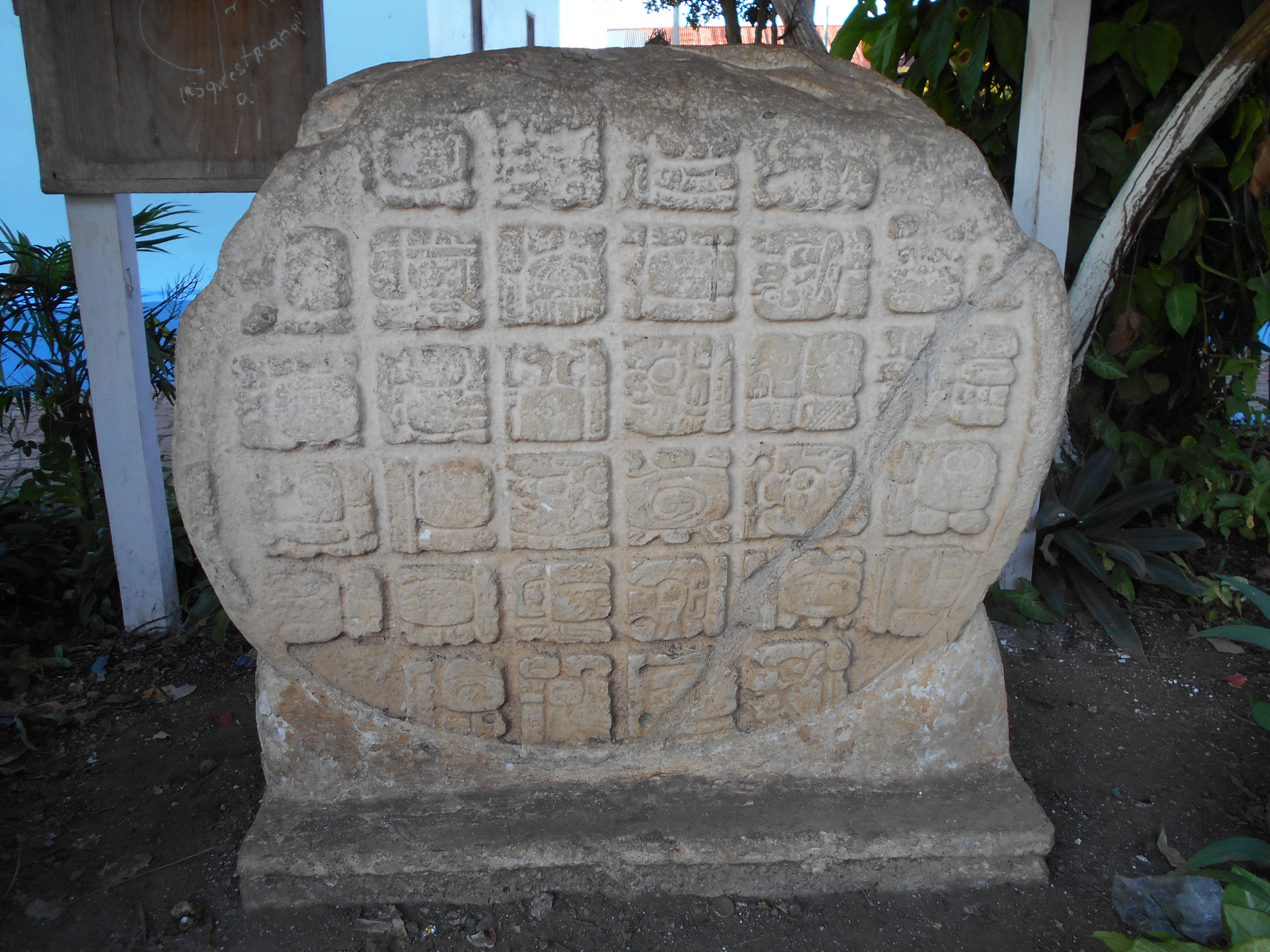
'Altar 1' de Ixlú, que contiene una sección de un texto (glifos) idéntico al que se encuentra en otra estela en el sitio de Dos Pilas.

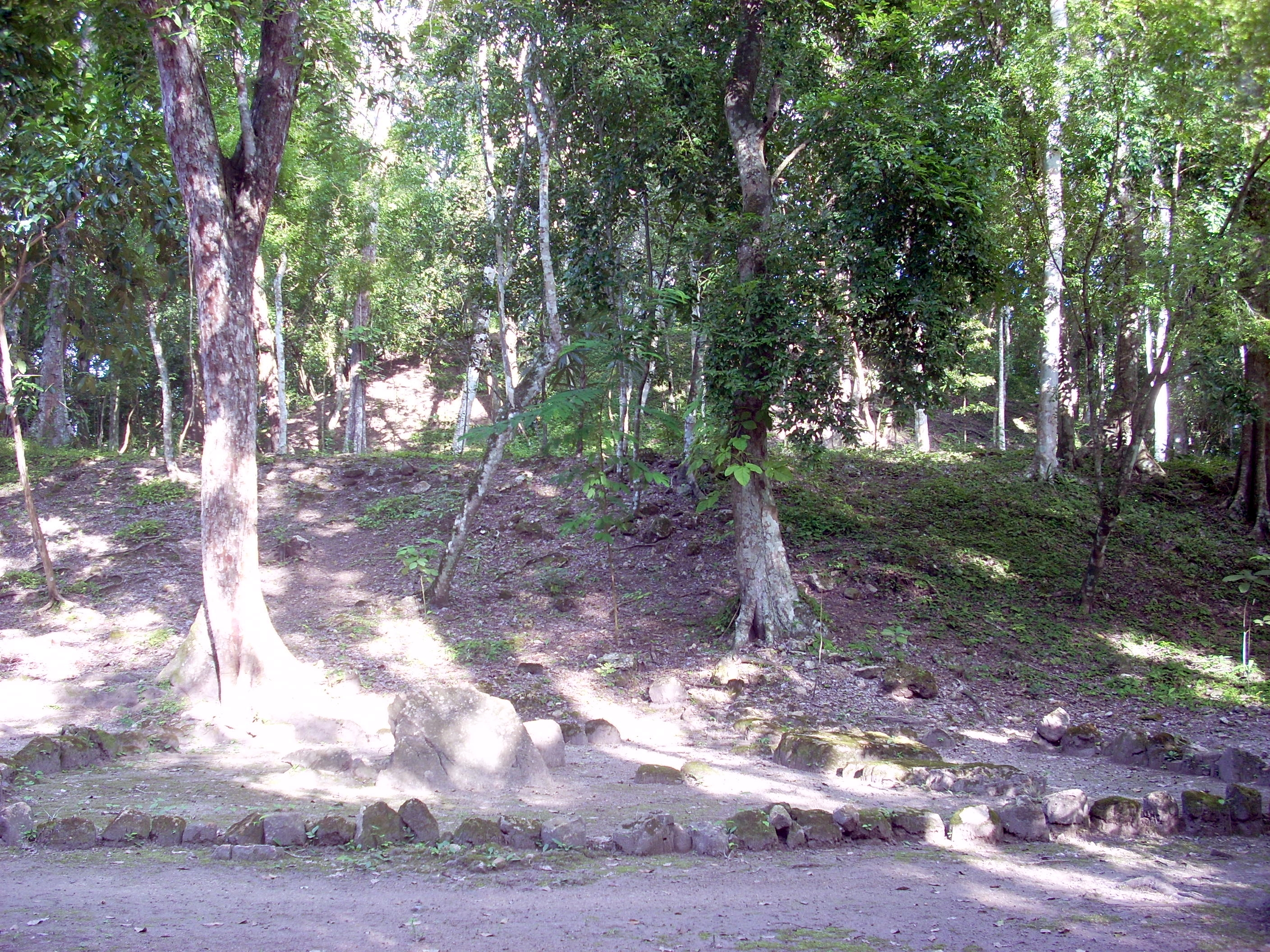
Una de las estructuras en Ixlú que no ha sido restaurada

Ixlú es un pequeño sitio arqueológico maya precolombino que ha sido referido al periodo clásico y posclásico. Se localiza en un istmo entre los lagos del Petén Itzá y Salpetén en el departamento del Petén, en Guatemala. También se le ha identificado como Saklamakhal, o Saclamacal, una de las capitales de los mayas Kowoj.
Tiene más de 150 estructuras, la mayoría de las cuales presentan características del periodo posclásico. El yacimiento fue brevemente investigado durante 1980 por los arqueólogos Don y Prudencia Rice.
Ixlú se localiza aproximadamente a 23 km al este de la capital departamental de Flores y 275 km al norte de la Ciudad de Guatemala, cerca (28 km) Tikal.

## Ocupación
Investigaciones arqueológicas han descubierto pedacería de cerámica datada tan temprano como el periodo preclásico medio (1000–800 a. C.). Esta cerámica se encuentra ampliamente distribuida en los niveles superiores del sitio a una profundidad de ca. 40 cm. Evidencia proveniente del Templo de las Jarras Rotas señala una ocupación continua desde el preclásico, hasta el periodo clásico (200–900 d. C.) y en el posclásico del (900–1525 d. C.). Se estima también que como otras ciudades de la región (Tayasal, entre otras) Ixlú estuvo ocupada después de la conquista hasta cerca del año 1700. Los lagos del Petén finalmente cayeron bajo el dominio del imperio español en 1697, época en la que Ixlú se encontraba en disputa entre los señoríos de los Itzá y el de los Kowoj.

## Estructuras
Cincuenta estructuras han sido registradas en Ixlú por el Proyecto Histórico Ecológico del Petén Central. Nueve de éstas tienen forma de C y dos, forma de L.
Ixlú contiene dos juegos de pelota siendo uno de los dos sitios arqueológicos de la región, perteneciente al posclásico, que tiene tal característica. Sin embargo, los dos juegos de pelota fueron construidos en el clásico tardío. Tiene también el sitio un complejo de pirámides gemelas, lo cual es raro, con excepción de Tikal y posiblemente sea indicativo de la influencia de la ciudad.
La arquitectura de Ixlu tiene semejanza a la de Seibal.

### El templo de las vasijas escondidas
El Templo de las Vasijas Escondidas es también conocido como Estructura # 2034.
Este templo mide 13,9 m por 9,6 m y constaba de una plataforma de dos niveles. Data del periodo posclásico (1200-1525 d. C.). Tenía una escalera en el lado oeste con un altar en la parte superior. Recibe su nombre de dos nichos escondidos, uno al pie de la escalera y el otro debajo del altar. Cada nicho contenía una vasija de cerámica color café rojizo, de aproximadamente 16 cm de altura y 14 cm de diámetro. Las vasijas tienen cuatro asas espaciadas equidistantemente en la circunferencia con sus respectivas tapas, cada una con un asa. El contenido de estas vasijas era tierra color café. Este estilo de nichos ocultos es característico de las estructuras ceremoniales de Mayapan en el norte de la Península de Yucatán.

## Monumentos
Cuatro monumentos esculpidos del periodo clásico han sido recuperados en el yacimiento: dos Estelas y dos Altares. La Estela # 1 contiene la mención del año 879 d. C. y muestra a un dignatario usando el glifo emblemático de Tikal y el título de K'ul Mutul Ahaw ("reverendo señor de Tikal"). Ambas Estelas son parecidas a las Estelas tradicionales del periodo clásico de Tikal. Ambas muestran rituales sangrientos y la materialización de algún dios. La Estela # 2 de Ixlú se encuentra actualmente ubicada en la plaza principal de la población de Flores, en el Petén.
Los monumentos de Ixlú contienen textos en glifos que se parecen a los de Dos Pilas, lo cual sugiere que los señores de Ixlú pudieron haberse refugiado ahí durante el colapso de tal ciudad de la región de Petexbatún, que había reclamado para sí el cacicazgo o señorío de Tikal.